# 콜린구

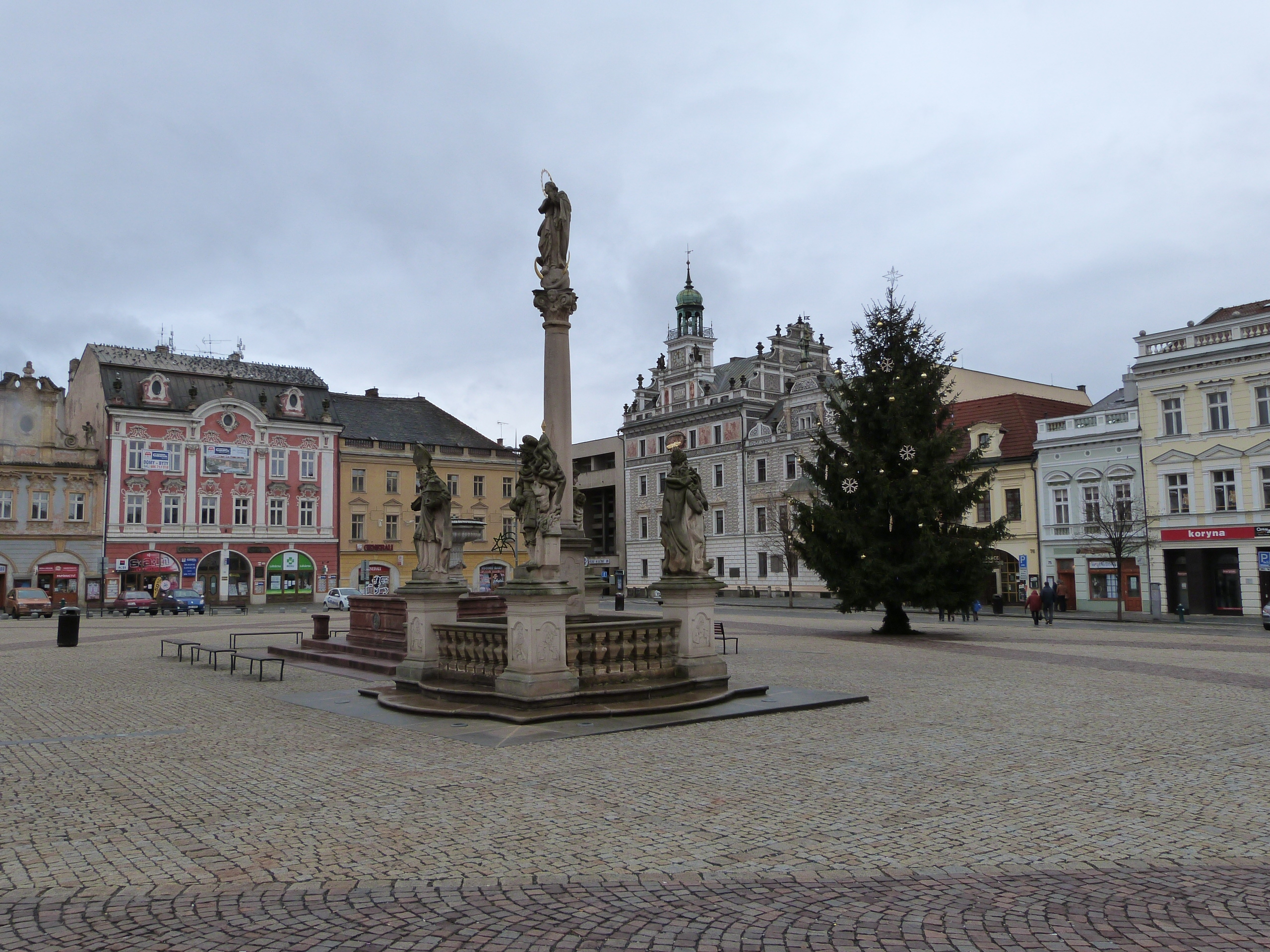
콜린구의 행정 중심지인 콜린

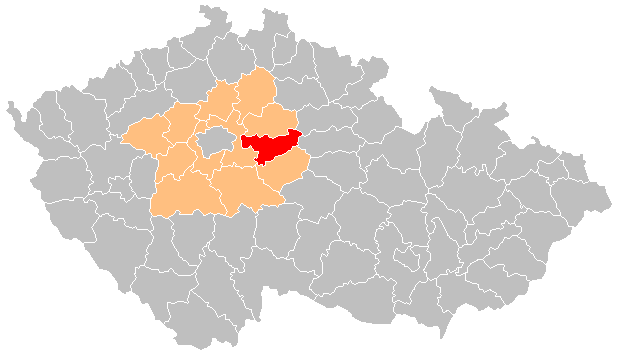
콜린구의 위치

콜린구(체코어: Okres Kolín)는 체코 중앙보헤미아주를 구성하는 12개 구 가운데 하나로 행정 중심지는 콜린이며 면적은 743.57km2, 인구는 101,604명(2019년 1월 1일 기준), 인구 밀도는 140명/km2이다.
중앙보헤미아주 동부에 위치하며 90개 지방 자치체(9개 시, 81개 마을)를 관할한다. 중앙보헤미아주 베네쇼프구, 쿠트나호라구, 님부르크구, 동프라하구, 흐라데츠크랄로베주 흐라데츠크랄로베구, 파르두비체주 파르두비체구와 접한다.